# Врубель, Агата
Агата Ева Врубель (пол. Agata Ewa Wróbel; род. 28 августа 1981 года, Живец, Бельское воеводство) — польская штангистка в весовой категории +75 кг, чемпионка мира, троекратная чемпионка Европы и восьмикратная чемпионка Польши по тяжёлой атлетике.

## Биография
Тяжёлой атлетикой начала заниматься в 1996 году. В международных чемпионатах участвовала с 1997 года.
На Летних Олимпийских играх 2000 года в Сиднее завоевала «серебро». В 2002 году получила «золото» на Чемпионате мира по тяжёлой атлетике в Варшаве. На Летних Олимпийских играх 2004 года в Афинах ей удалось занять третье место.
В 2003—2004 гг. снялась в документальном сериале Mission to Athens, повествующем о пути восьми разных спортсменов из восьми различных европейских стран на Летние Олимпийские игры в Афинах 2004.
В 2010 году объявила о завершении спортивной карьеры.

## Награды
Помимо многочисленных спортивных наград штангистка имеет также и государственные награды Польши: кавалерский крест Ордена Возрождения Польши (2004 г.) и золотой «Крест Заслуги» (2000 г.).